# Oh What a Nurse!

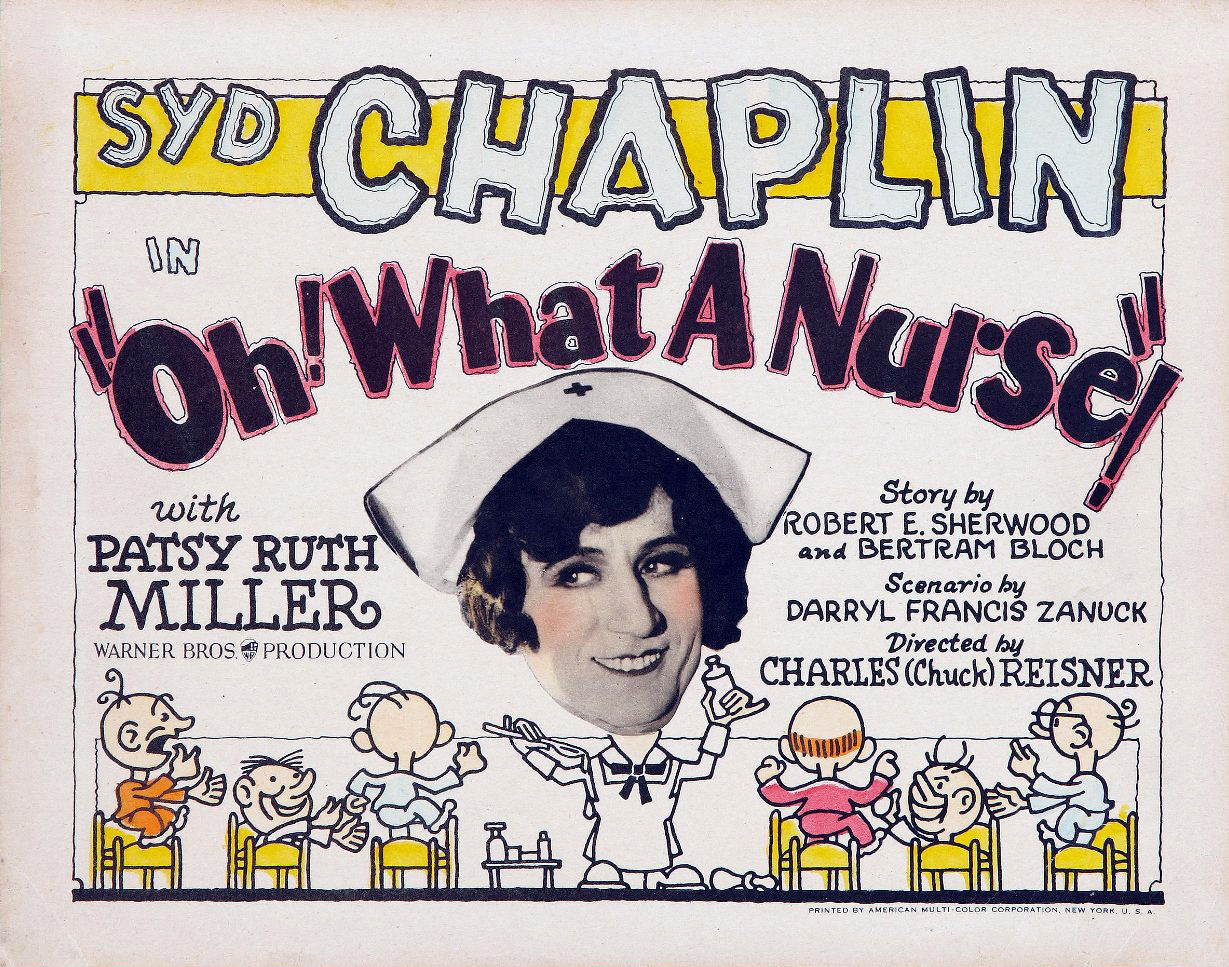
Carte promotionnelle du film.

Oh What a Nurse! est un film américain réalisé par Charles Reisner et sorti en 1926.

## Synopsis
Alors qu'il se trouve sur un ferry, le reporter Jim clark sauve la vie d'une passagère, mais tombe lui-même à l'eau. Il est sauvé par l'équipage d'un autre bateau et fait la connaissance de son capitaine, un travesti.

## Fiche technique

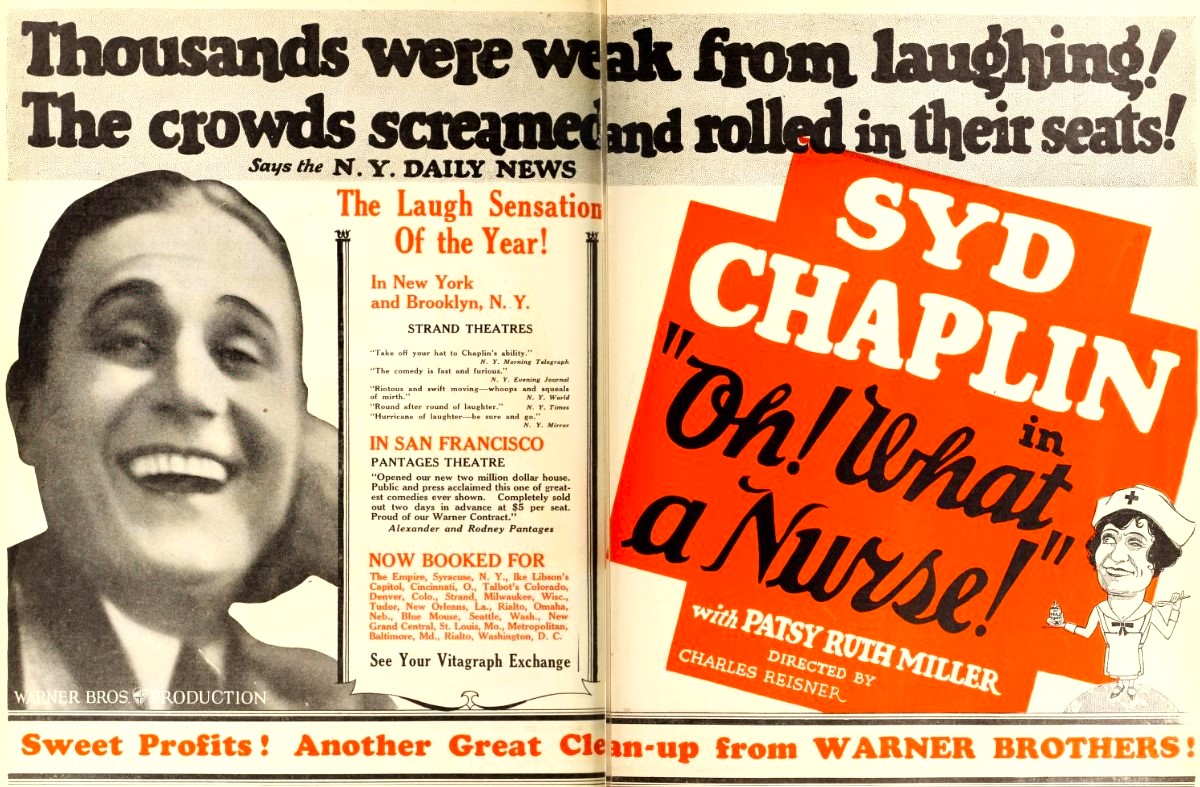
Annonce pour le film dans Motion Picture News.

- Réalisation : Charles Reisner
- Scénario : Darryl F. Zanuck
- Photographie : John J. Mescall
- Production : Warner Bros.
- Pays de production :  États-Unis
- Durée : 70 minutes
- Date de sortie : 
  - États-Unis : 7 mars 1926

## Distribution

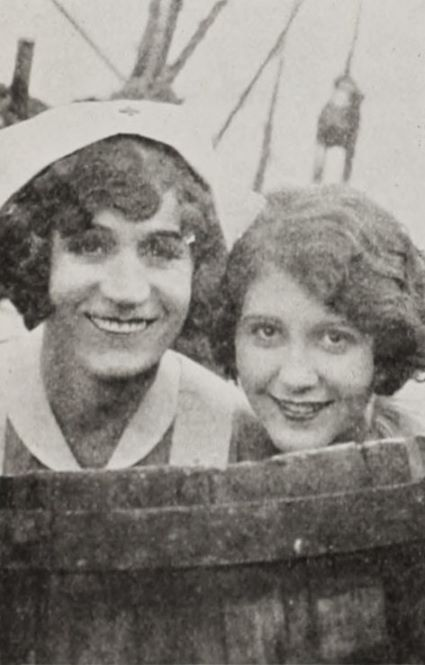
Sydney Chaplin et Patsy Ruth Miller.

- Sydney Chaplin : Jerry Clark
- Patsy Ruth Miller : June Harrison
- Gayne Whitman : Clive Hunt
- Matthew Betz : Captain Ladye Kirby
- Edith Yorke : Mrs. Clark
- David Torrence : Big Tim Harrison
- Edgar Kennedy : Eric Johnson
- Raymond Wells : Mate
- Henry A. Barrows : le journaliste